# آب‌شکاف آفریقایی
آب‌شکاف آفریقایی (نام علمی: Rynchops flavirostris) نام یک گونه از سرده آب‌شکاف است.